# فيكتور كاساديسوس
فيكتور كاساديسوس (بالإسبانية: Víctor Casadesús)‏ (مواليد 28 فبراير 1985 في بالما دي مايوركا - إسبانيا) لاعب كرة قدم إسباني يلعب حاليا لصالح نادي الدرجة الأولى ريال مايوركا الإسباني منذ 2003 في مركز الظهير الأيسر .

## روابط خارجية
- فيكتور كاساديسوس على موقع الاتحاد الدولي (مؤرشف)  (الإنجليزية)
- فيكتور كاساديسوس على موقع قاعدة بيانات كرة القدم.إي يو (الإنجليزية)
- فيكتور كاساديسوس على موقع ليكيب (الفرنسية)
- فيكتور كاساديسوس على موقع Soccerbase.com (لاعب) (الإنجليزية)
- فيكتور كاساديسوس على موقع Soccerway.com (الإنجليزية)
- فيكتور كاساديسوس على موقع عالم كرة القدم.نت (الإنجليزية)
- فيكتور كاساديسوس على موقع AS.com (الإسبانية)